# Miřík celer
Miřík celer (Apium graveolens) je dvouletá bylina z čeledi miříkovité (Apiaceae). Je pěstována jako kořenová zelenina pro své bulvy a listy. Listy, zvláště jejich řapíky, se vybělují, aby měly křehčí chuť.

## Složení vitaminů a minerálních látek
Obsahuje bílkoviny, silice, puriny, glycidy, apiin, cholin, vitamíny B1, B2, PP, a asi 7 mg vitamínu C ve 100 g hmoty; z minerálních látek především vápník, sodík, draslík, hořčík a fosfor.

## Původ
Pochází z dávnověku (selinon, έλινον, se-ri-no). Celerová nať může pocházet ze dvou variant celeru: v Česku ze známého celeru bulvového nebo naťového, který se pěstuje v západní Evropě, Asii i Americe. O celeru se ve svých básních zmiňuje už Homér, ale znali jej už ve starém Egyptě. Řekové a Římané znali i odrůdy naťové a jemné odrůdy řapíkové, jejichž listové řapíky přihrnovali zeminou, aby k nim nemohlo světlo a zůstaly bílé. Tehdy byl celer symbolem smutku a smrti. Byl zasvěcen bohům podsvětí, pojídán na pohřebních hostinách a ve věncích pokládán na hroby. Ve středověku ho zahradníci pěstovali do polévek, pod hovězí pečeni či do salátu. V Evropě se začal pěstovat až po třicetileté válce. V Čechách se celer bulvový definitivně ujal až ve druhé polovině 19. století.

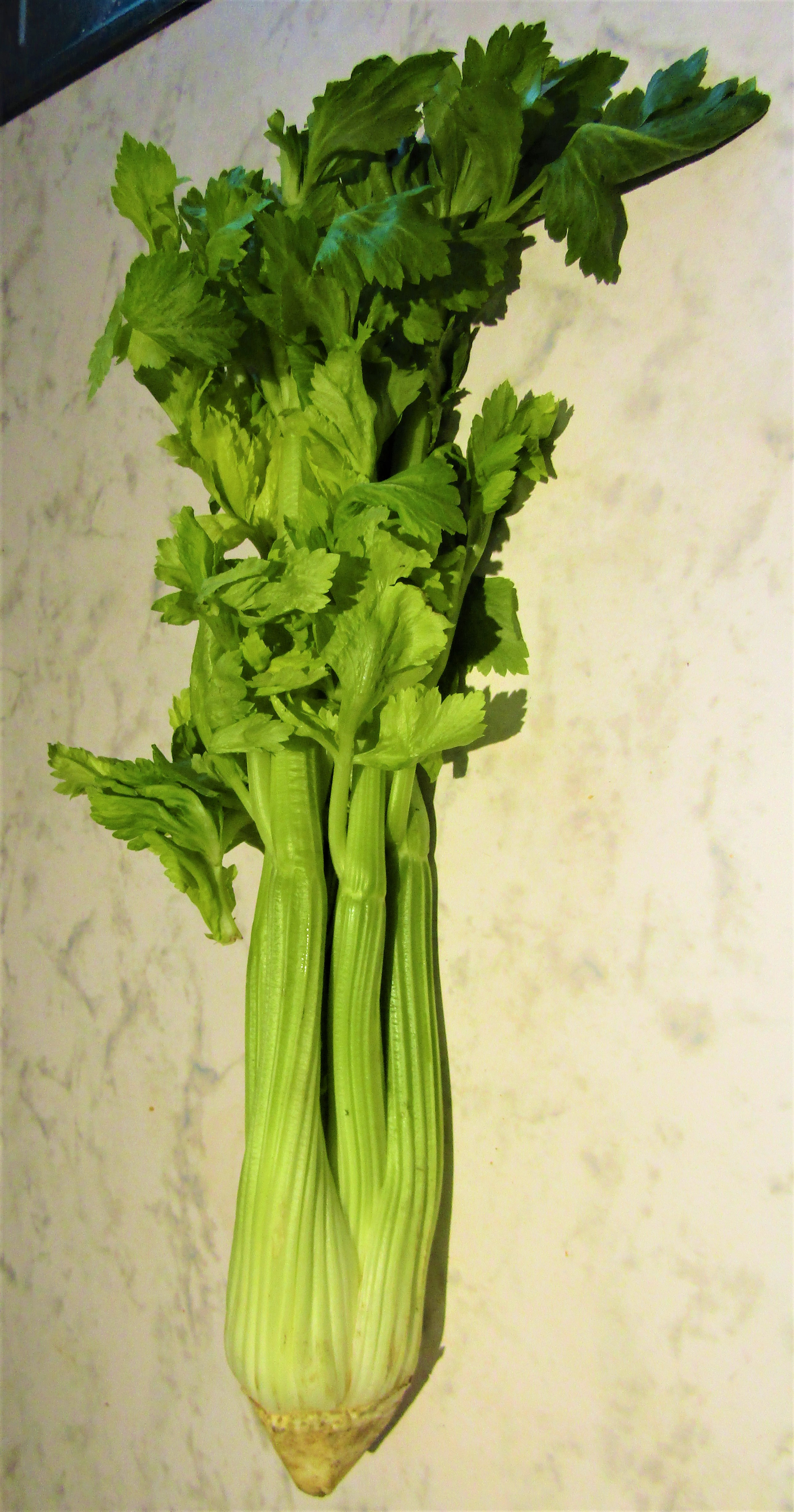
Celer řapíkatý
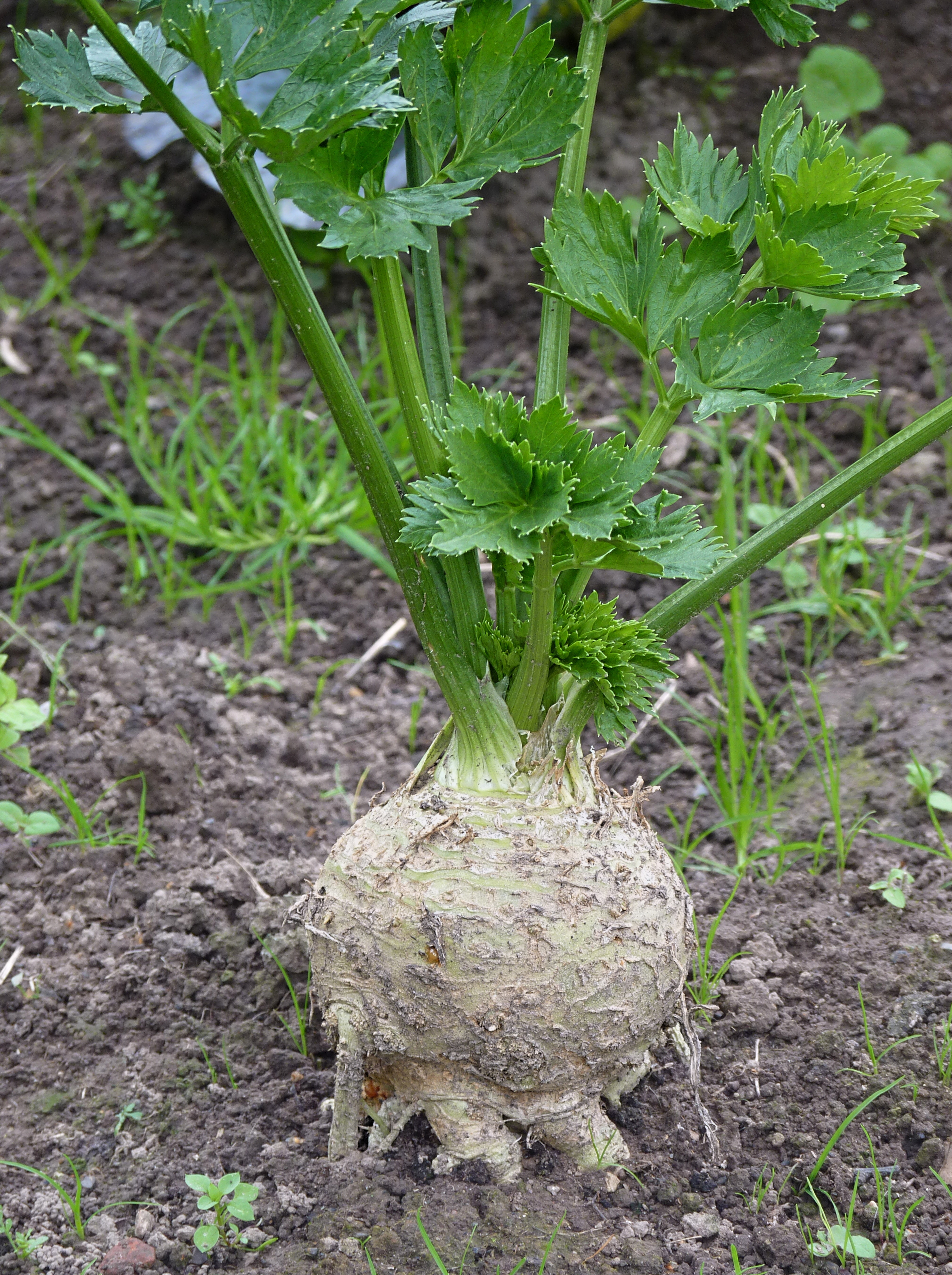
Celer bulvový
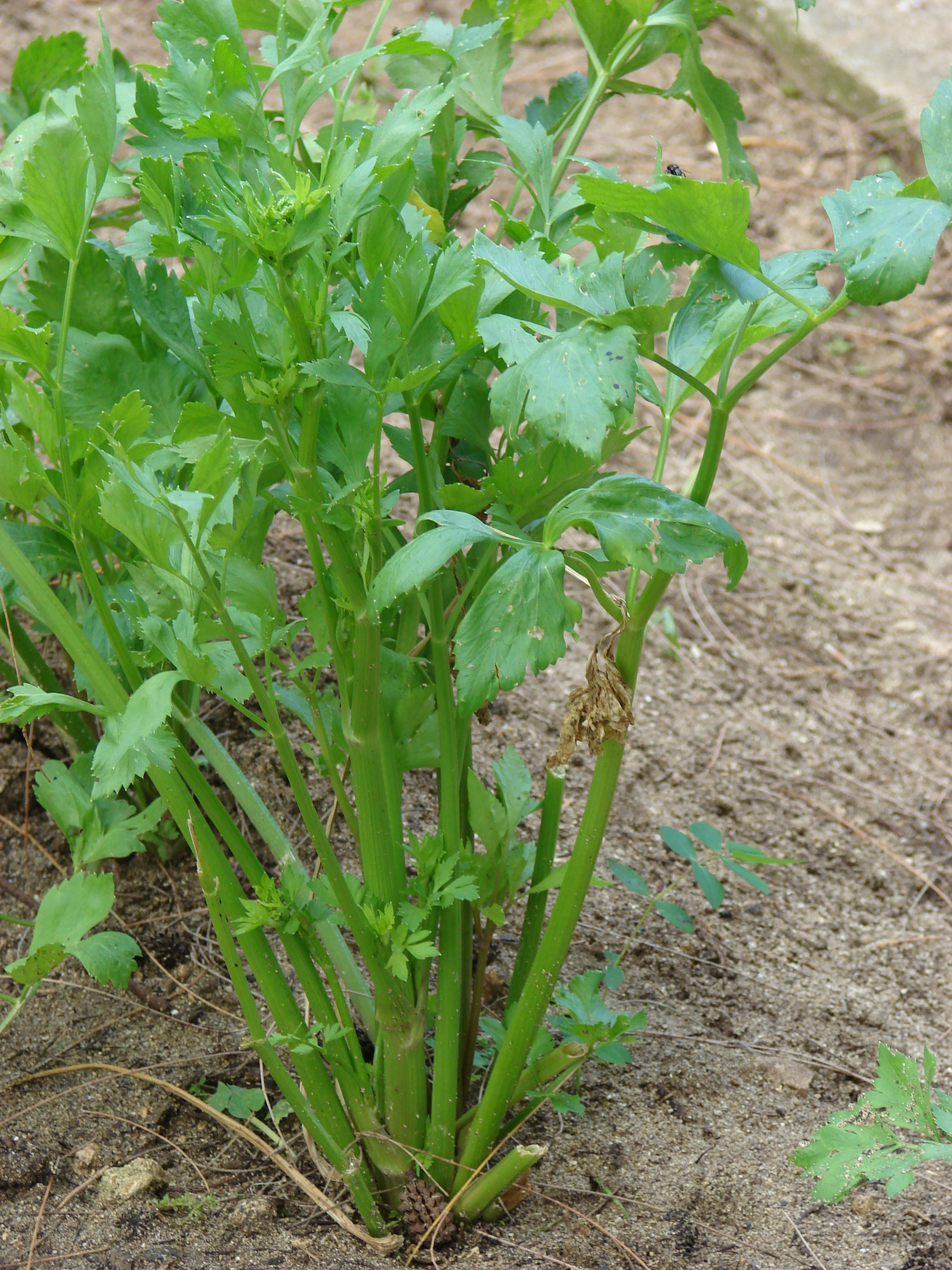
Celer listový

## Použití v léčitelství
List celeru působí protizánětlivě a močopudně, působí příznivě na činnost ledvin, povzbuzuje chuť k jídlu, je vhodný pro revmatiky a diabetiky, uklidňuje a podporuje trávení, zpevňuje cévy. Doporučuje se při obezitě, neboť urychluje látkovou výměnu, a působí i jako zdraví neškodné afrodiziakum.[zdroj?]

## Použití v kuchyni
Dodává výrazné aróma balkánské, středomořské, americké i anglické kuchyni. Celer se spolu s mrkví a petrželí přidává do polévek, pod hovězí pečeni, k přípravě vařeného nebo syrového salátu. Celerová nať i semeno jsou častou součástí kořeninových směsí pro grilování.
- Mezi koření řadíme celer především pro silně aromatická a nahořklá semena, pro něž je pěstován ve Francii, Indii a v USA. Semena se používají k přípravě tzv. celerové soli obsahující alespoň 8 % rozemletých plodů, které tvarem připomínají plody anýzu. Celerová sůl je typickým kořením rybích pokrmů, zeleniny a kroket.
- Vedle semen můžeme také kořenit celerovými listy, které spolu s řapíkem vaříme zároveň s pokrmem a před podáním odstraňujeme. Listy, zbavené silné části řapíku, lze snadno usušit, zachovávají si své aroma a poslouží nám dobře v zimních měsících. Celerová nať se používá často i k průmyslové přípravě polévek a do různých směsí koření.[3]